# 茅原悠紀
茅原 悠紀（かやはら ゆうき、1987年7月11日 - ）は、岡山県出身のボートレーサー。
登録第4418号。身長171cm。血液型A型。99期。岡山支部所属。同期に乙藤智史、大原由子らがいる。

## 来歴
- 岡山県立東岡山工業高等学校中退。
- やまと競艇学校時代、リーグ戦勝率7.03（準優出4 優出5 第2戦優勝）の成績を残した。
- 2006年11月11日、児島競艇場でデビュー（2着）。14日、4日目1Rで初勝利（6走目）
- 2009年12月17日、宮島競艇場で開催された 一般戦「第16回日本財団会長杯」で初優勝（優出10回目）。
- 2010年9月20日、鳴門競艇場で開催された 一般戦「大阪発刊55周年記念サンケイスポーツ杯競走」で優勝。
- 2010年10月24日、鳴門競艇場で開催された G3「新鋭リーグ第19戦 中道善博杯」で優勝。
- 2012年5月22日、浜名湖競艇場で開催された SG「第39回笹川賞競走」にSG初出場。26日、5日目3RでSG初勝利[1]
- 2012年9月30日、徳山競艇場での「G1第27回共同通信社杯新鋭王座決定戦競走」でG1初優勝（1号艇・佐藤翼のフライングによる恵まれ）。
- 2014年5月18日、ボートレース平和島での周年記念「トーキョー・ベイ・カップ」優勝戦に1号艇で出場するも.01のフライングを切る。これにより出場辞退期間後半年間はG1、G2レースに出場することができなくなった。しかし復帰後は一般戦で立て続けに優勝。そして10月の常滑ボートレースダービー、11月の下関チャレンジカップと連続で優出して獲得賞金ランキングを大幅アップさせ、賞金王決定戦への初出場を果たした。
- 2014年、ボートレース平和島で開催された SG「第29回グランプリ」では、トライアル1stから勝ち上がり優勝戦に進出。12月23日の優勝戦は6枠という不利な状況ながら、1周目第1ターンマークで内枠1〜3号艇（内から白井英治・井口佳典・太田和美）がもつれ、それに4、5号艇（菊地孝平・石野貴之）が巻き込まれた結果、展開を突いて全速差しを決めた茅原がトップに立ちそのままトップでゴールイン、初のSGタイトルを獲得した。賞金ランキングでは2着の菊地に僅かに届かず2位となり賞金王にはならなかった（賞金王覇者が賞金王になれなかったのは2008年の井口以来8度目）ものの、岡山勢初の賞金王決定戦覇者となった。
- 2015年のグランプリでは前年の優勝戦を評してキャッチフレーズは衝撃のグリーンインパクトに決まった。
- 2015年5月17日、ボートレース津での G1「開設63周年記念 つつじ賞王座決定戦」において2度目のG1制覇。先頭を走っていた1号艇の新田雄史を最終ターンマークで大逆転しての優勝だった。
- 2016年3月31日、ボートレース江戸川で開催された G2「江戸川634杯 モーターボート大賞」において、初のG2を獲得。
- 2016年11月8日、ボートレース若松で開催された G1「読売新聞社杯 開設64周年記念全日本覇者決定戦」において3度目のG1制覇。
- 2017年2月14日、ボートレース徳山で開催された G1「第60回中国地区選手権」において4度目のG1制覇。
- 2017年4月16日、北海道コンサドーレ札幌のパートナーアスリートに就任。背番号は4418。
- 2018年12月4日、ボートレース浜名湖で開催された G1「開設65周年記念浜名湖賞」において5度目のG1制覇。
- 2020年5月21日、ボートレース徳山で開催された G1「開設67周年記念徳山クラウン争奪戦」において6度目のG1制覇。
- 2021年3月27日、ボートレース福岡で開催された SG「ボートレースクラシック」第7Rにおいて1号艇1コースから1着になり通算1000勝を達成。
- 2024年7月24日からボートレース大村で開催された SG「第29回オーシャンカップ」6日目（最終日）第12R優勝戦で4号艇4コースから抜きで勝利[2]し、2回目のSG優勝を果たす[3]。

## 人物
- 植木通彦や松井繁、濱野谷憲吾などが出場している競艇のSGレース中継を見て自身も競艇選手を志した。特に植木に対しては自室にカレンダーを飾るほどの熱烈なファンで、「植木さんが僕にとって一番の憧れだった」という[4]。
- 初優勝を飾った宮島でのレースでは岡山支部の先輩の川崎智幸が調整したプロペラを使って優勝した。レース後に当時の自宅最寄りの児島駅まで戻ってきたら茅原の優勝を知った川崎をはじめとする岡山支部の選手たちが駅で待っており、「川崎さんにお祝いしてもらったのがすごく嬉しかった」と話す[4]。
- 訓練生時代から賞金王決定戦に出場すると心に決め、その言葉通り2014年に初出場初優勝を果たした[4]。自身は「これは自分の人生で絶対に達成すべきことの一つだった」とまで言い切り[4]、優勝後にランボルギーニのスポーツカーを購入したことでも話題となった[5][4]。
- ボートのハンドルを小さく切りながらウィリーと体重移動で旋回するモンキーターンが持ち味である[6]。これも植木のモンキーターンに影響を受け、「植木さんのマネをして形から入りながら、自分なりにカッコよさを突き詰めていった結果今のスタイルになった」という[4]。そのターンの凄まじさから、岡山支部内では「宇宙人」と称され、西島義則は「彼のターンは異次元」[7]、烏野賢太は「ボートレースの旋回を変えた男」と評している[4]。しかしその一方で「僕のターンが注目されるけど、それはあくまでも（ターン）後期の動きで、一番大事なのは初動。ここが決まらなければ後期（の動き）もあり得ない」とも語る[4]。
- 第29回平和島賞金王決定戦を制したときは、体重を47kgまで絞っていた。